# Водное поло на летних Олимпийских играх 1964
Соревнования по водному поло на летних Олимпийских играх 1964 года в Токио прошли с 11 по 18 октября. 13 мужских сборных разыграли один комплект наград.
Сборные Венгрии и Югославии прошли турнир без поражений, в очной встрече они сыграли вничью (4:4), при том, что югославы вели 3:0 после первого периода. Решающими стали последние матчи финальной группы 18 октября. Сначала югославы обыграли итальянцев со счётом 2:1 и набрали пять очков в финальной группе при разнице мячей +3. Затем состоялся матч между сборными СССР и Венгрии. Сборная СССР в случае победы могла стать второй, венграм же нужна была победа с разницей минимум в два мяча, чтобы выиграть золото. После второго периода сборная СССР вела 2:1 благодаря голам Виктора Агеева и Николая Калашникова, в третьем венгры сравняли счёт (2:2). Решающим стал последний период, в котором венгры забили трижды и победили 5:2, в результате они обошли югославов по разнице мячей (+5 против +3). По два мяча в решающем матче у венгров забросили Ласло Фелкаи и Золтан Дёмётёр.
Для сборной Венгрии это золото стало пятым за последние семь Олимпийских игр (1932, 1936, 1952, 1956, 1964). Дежё Дьярмати и Дьёрдь Карпати стали трёхкратными олимпийскими чемпионами. 36-летний Дьярмати завоевал пятую медаль на пятых Олимпийских играх подряд, это остаётся рекордом среди ватерполистов на Олимпийских играх.

## Медалисты
| Золото | Серебро | Бронза |
| Венгрия · Миклош Амбруш · Ласло Фелкаи · Янош Конрад · Золтан Дёмётёр · Тивадар Канижа · Петер Рушоран · Дьёрдь Карпати · Михай Майер · Дежё Дьярмати · Денеш Почик · Андраш Боднар | Югославия · Милан Мушкатирович · Иво Трумбич · Винко Росич · Златко Шименц · Божидар Станишич · Анте Нарделли · Зоран Янкович · Мирко Сандич · Фране Нонкович · Озрен Боначич · Карло Стипанич | СССР · Виктор Агеев · Эдуард Егоров · Зенон Борткевич · Игорь Грабовский · Борис Гришин · Николай Калашников · Николай Кузнецов · Владимир Кузнецов · Борис Попов · Леонид Осипов · Владимир Семёнов |